# جلين هانسارد
جلين هانسارد (بالإنجليزية: Glen Hansard) (21 أبريل 1970 في دوبلن، أيرلندا) مطرب وعازف جيتار في الفريق الايرلندي The Frames، وهو فائز بجائزة الاوسكار لكتابة الأغنية.

## المهنة
ترك جلين هانسارد المدرسة في سن الثالثة عشرة ليبدأ الغناء في شوارع دوبلن. حاز على اهتمام واسع من الرأى العام كعازف الجيتار اوتسبان فوستر في فيلم لآلن بيكر بعنوان The Commitments. في عام 2003, قدم برنامج تلفزيونى أصوات أخرى: أغاني من الغرفة، الذي كان يظهر المواهب الموسيقية الأيرلندية على قناة RTÉ.

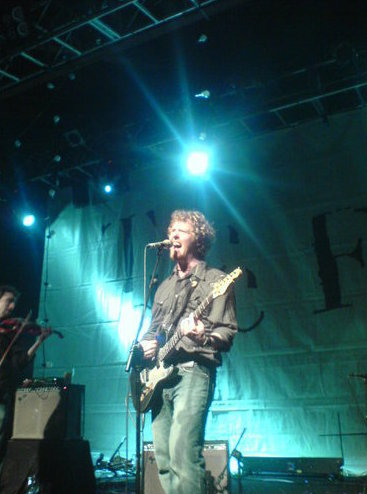
جلين هانصارد يغني في شارع فيبسار، دوبلنفي

 21 أبريل عام 2006 أطلق أول البوم فردى بعنوان The Swell Season، في تسجيلات Overcoat بالتعاون مع مغنى تشيكى والعازفين ماركيتا ارجلوفا، ماريا توهكانن من فنلندا على الفيولين والفيولا، وبيرتراند جالين من فرنسا على التشيلو. قضى هانسارد جزء من سنة 2006 امام الكاميرات في الفيلم الموسيقي الايرلندى Once، الذي يمثل فيه هانسارد دور مغنى في شوارع دوبلن، وماركيتا ارجلوفا تمثل دور مهاجرة وبائعة متجولة. تم عرض الفيلم لأول مرة في مهرجان سندانس للفيلم في عام 2007 وحاز على جائزة المهرجان لجمهور السينما العالمي. خلال تصوير الفيلم، بدأ هو وماركيتا يتواعدان. قال هانسارد عن علاقته مع ماركيتا: «احسست انى احبها لوقت طويل، ولكنى ظللت اقول لنفسى انها لازلت طفلة». إحدى الاغنيات التي كتباها معا هي أغنية ("Falling Slowly") التي فازت بجائزة الاوسكار لاحسن أغنية في فبراير 2008.
هانسارد وارجلوفا سجلوا نسخة من أغنية بوب ديلان "You Ain't Goin' Nowhere" من اجل فيلم I'm Not There في عام 2007.
كجزء من مشاريعه هو وارجلوفا مع فرقتهما The Frames، ظهر هانسارد كجزء من الفرقة في الالبوم الخيرى لمؤسسة Oxfam عام 2006 تحت عنوان The Cake Sale. بالإضافة إلى هذا، سجل هانسارد بعض أغاني الغلاف، وحده ومع عضو الفريق Colm Mac Con Iomaire، من اجل اقراص Today FM.

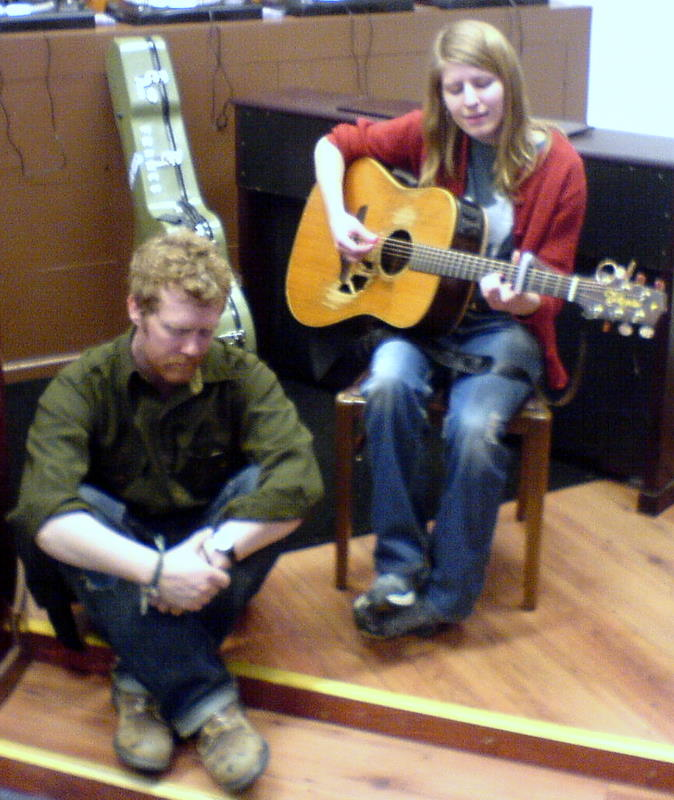
هانسارد وارجلوفا خلال عرض في ديرى، شمال أيرلندا في أبريل 2006

## الجوائز والترشيحات

### الترشيحات
- جائزة جرامى لأفضل كلمات اغني عام 2008 من اجل فيلم - "Falling Slowly" من فيلم Once

### الجوائز
- جائزة الاوسكار عام 2008 من اجل أفضل أغنية مكتوبة لفيلم - "Falling Slowly" من فيلم Once

## التأثير
ذكر هانسارد عن تأثراته الموسيقية:«في بيتى، عندما كنت طفلا، كان هناك الثالولث المقدس، الذي كان ليونارد كوهين، فان موريسون وبوب ديلان مع وجود بوب كمركز.» ذهب هانسارد وفرقته إلى أستراليا ونيوزلاندا لتدعيم بوب ديلان في أغسطس 2007 وادى هانسارد أغاني فان موريسون في الحفل.

## روابط خارجية
- جلين هانسارد على موقع IMDb (الإنجليزية)
- جلين هانسارد على موقع ألو سيني (الفرنسية)
- جلين هانسارد على موقع ميوزك برينز (الإنجليزية)
- جلين هانسارد على موقع رولينغ ستون (الإنجليزية)
- جلين هانسارد على موقع أول موفي (الإنجليزية)
- جلين هانسارد على موقع قاعدة بيانات برودواي على الإنترنت (الإنجليزية)
- جلين هانسارد على موقع قاعدة بيانات الأفلام السويدية (السويدية)
- جلين هانسارد على موقع أول ميوزيك (الإنجليزية)
- جلين هانسارد على موقع ديسكوغز (الإنجليزية)
- جلين هانسارد على موقع قاعدة بيانات الفيلم (الإنجليزية)